# Plemyriopsis facetata
Plemyriopsis facetata är en fjärilsart som beskrevs av Achille Guenée 1858. Plemyriopsis facetata ingår i släktet Plemyriopsis och familjen mätare. Inga underarter finns listade i Catalogue of Life.